# Matt in 13 Zügen (Fernsehserie)
Matt in 13 Zügen ist eine deutsche Fernsehserie aus dem Jahr 1983 nach der gleichnamigen Vorlage des deutschen Schriftstellers Hans Joachim Flechtner, alias Alexander Horla. Die Regie führte Stanislav Barabáš.

## Handlung
Der renommierte Wissenschaftler Professor Eberhard Romberg betrieb ein privates Chemie-Labor und stand kurz vor einer revolutionären Entdeckung als eine Explosion seinem Leben ein Ende setzt. War es ein Unfall oder Mord? Seine Mitarbeiter sind ratlos. 
Im Schreibtisch des Toten findet man ein ungewöhnliches Testament. Alleinerbe soll derjenige sein, der dreizehn Preisaufgaben löst. Doch wenige Wochen danach wird Rombergs Testament in der Tageszeitung veröffentlicht. Offenbar setzte der Verfasser des Testaments voraus, dass nur einer am Ende die 13. Aufgabe lösen wird. Nur wer eine Aufgabe gelöst hat, bekommt die nächste gestellt. 
Anfangs beteiligen sich unzählige Personen an dieser Schnitzeljagd, aber mit jeder Aufgabe verringert sich der Kreis derer, die noch mithalten können. Kriminalrat Grahn sieht darin die Spur zum möglichen Mörder und schickt seinen Neffen als Undercover-Agent ins Preisausschreiben-Rennen. Die Jagd nach der Lösung der 13. Aufgabe fordert bald Todesopfer, und auch sonst geschieht allerhand Merkwürdiges. 